# Supercoppa saudita 2024
La Supercoppa saudita 2024 è stata la decima edizione della Supercoppa saudita, svoltasi tra il 13 e il 17 agosto 2024 ad Abha.

## Formato
A contendersi il trofeo sono state: l'Al-Hilal, vincitore della Lega saudita professionistica 2023-2024 e della Coppa del Re dei Campioni 2023-2024; l'Al-Nassr, seconda classificata della Lega saudita professionistica 2023-2024 e finalista della Coppa del Re dei Campioni 2023-2024; l'Al-Ahli, terza classificata della Lega saudita professionistica 2023-2024; l'Al-Taawoun, quarta classificata della Lega saudita professionistica 2023-2024.
Le quattro contendenti si affrontano dapprima in una semifinale, poi nella finale che decreterà la vincitrice della coppa.
Tutti i match si sono disputati a Abha, in Arabia Saudita.

## Squadre partecipanti
| Squadre    | Qualificazione                                                                                                   | Partecipazioni precedenti (il grassetto indica la vittoria) |
| ---------- | --- | ----------------------------------------------------------- |
| Al-Hilal   | Vincitore della Lega saudita professionistica 2023-2024 e della Coppa del Re dei Campioni 2023-2024              | 7 (2015, 2016, 2018, 2020, 2021, 2022, 2023)                |
| Al-Nassr   | 2ª classificata in Lega saudita professionistica 2023-2024 e finalista della Coppa del Re dei Campioni 2023-2024 | 6 (2014, 2015, 2019, 2020, 2022, 2023)                      |
| Al-Ahli    | 3ª classificata in Lega saudita professionistica 2023-2024                                                       | 1 (2016)                                                    |
| Al-Taawoun | 4ª classificata in Lega saudita professionistica 2023-2024                                                       | 1 (2019)                                                    |

## Risultati

### Tabellone
|  | Semifinali     | Semifinali     | Semifinali |          |          | Finale   | Finale | Finale |  |
|  |                |                |            |          |          |          |        |        |  |
|  | Al-Taawoun     | Al-Taawoun     | 0          |          |          |          |        |        |  |
|  | Al-Taawoun     | Al-Taawoun     | 0          |          |          |          |        |        |  |
|  | Al-Nassr       | Al-Nassr       | 2          |          |          |          |        |        |  |
|  | Al-Nassr       | Al-Nassr       | 2          |          | Al-Nassr | Al-Nassr | 1      |        |  |
|  |                |                |            |          | Al-Nassr | Al-Nassr | 1      |        |  |
|  |                |                | Al-Hilal   | Al-Hilal | 4        |          |        |        |  |
|  | Al-Hilal (dtr) | Al-Hilal (dtr) | Al-Hilal   | Al-Hilal | 4        | 1 (4)    |        |        |  |
|  | Al-Hilal (dtr) | Al-Hilal (dtr) |            |          |          |          |        |        |  |
|  | Al-Ahli        | Al-Ahli        | 1 (1)      |          |          |          |        |        |  |

### Semifinali
| Arbitro: | Clément Turpin |

|                                               |                      |                      |
| Mitrović 90’                                  | Marcatori            | 66’ Firmino          |
| Neves S. Al-Dawsari Mitrović Milinković-Savić | Tiri di rigore 4 – 1 | Firmino Veiga Ibañez |

| Arbitro: | Davide Massa |

|  |           |                      |
|  | Marcatori | 8’ Yahya 57’ Ronaldo |

### Finale
| Arbitro: | Artur Soares Dias |

|             |           |                                                   |
| Ronaldo 44’ | Marcatori | 55’ Milinković-Savić 63’, 69’ Mitrović 72’ Malcom |

| Al-Nassr | Al-Hilal |

| P               | 24 | Bento                   |     |     |
| D               | 2  | Sultan Al-Ghanam        | 87’ |     |
| D               | 78 | Ali Lajami              |     |     |
| D               | 27 | Aymeric Laporte         |     |     |
| D               | 13 | Alex Telles             |     |     |
| C               | 17 | Abdullah Al-Khaibari    | 75’ |     |
| C               | 25 | Otávio                  | 34’ |     |
| A               | 23 | Ayman Yahya             | 26’ |     |
| A               | 94 | Talisca                 |     | 75’ |
| A               | 10 | Sadio Mané              |     |     |
| A               | 7  | Cristiano Ronaldo       |     |     |
| A disposizione: |    |                         |     |     |
| P               | 36 | Raghed Al-Najjar        |     |     |
| D               | 4  | Mohammed Al-Fatil       |     |     |
| D               | 12 | Nawaf Boushal           |     |     |
| C               | 6  | Mukhtar Ali             | 75’ |     |
| C               | 8  | Abdulmajeed Al-Sulayhem |     |     |
| C               | 14 | Sami Al-Najei           | 75’ |     |
| A               | 29 | Abdulrahman Ghareeb     |     | 26’ |
| A               | 16 | Mohammed Maran          |     |     |
| A               | 30 | Meshari Al-Nemer        |     |     |
| Allenatore:     |    |                         |     |     |
| Luís Castro     |    |                         |     |     |

| P               | 37 | Yassine Bounou          |       |       |
| D               | 66 | Saud Abdulhamid         |       |       |
| D               | 87 | Hassan Al-Tambakti      |       | 12’   |
| D               | 3  | Kalidou Koulibaly       |       |       |
| D               | 6  | Renan Lodi              |       | 80’   |
| C               | 8  | Rúben Neves             |       |       |
| C               | 22 | Sergej Milinković-Savić |       |       |
| A               | 96 | Michael                 | 90+3’ |       |
| A               | 77 | Malcom                  | 28’   | 79’   |
| A               | 29 | Salem Al-Dawsari        | 77’   | 90+4’ |
| A               | 9  | Aleksandar Mitrović     |       |       |
| A disposizione: |    |                         |       |       |
| P               | 21 | Mohammed Al-Owais       |       |       |
| D               | 4  | Khalifa Al-Dawsari      |       |       |
| D               | 12 | Yasir Al-Shahrani       | 80’   |       |
| D               | 88 | Hamad Al-Yami           |       |       |
| C               | 15 | Mohammed Al-Qahtani     | 90+3’ |       |
| C               | 16 | Nasser Al-Dawsari       |       | 90+4’ |
| C               | 18 | Musab Al-Juwayr         |       |       |
| C               | 28 | Mohamed Kanno           |       | 79’   |
| A               | 99 | Abdullah Al-Hamdan      |       |       |
| Allenatore:     |    |                         |       |       |
| Jorge Jesus     |    |                         |       |       |